# اطياميم
اطياميم (بالإنجليزية: ATIAMIM)‏ هي جماعة قروية تابعة لإقليم آسفي ضمن جهة دكالة عبدة بالمغرب.  بلغ مجموع عدد سكان اطياميم  حسب إحصاءات 2004  حوالي 6427 نسمة  يعيشون في 1043 أسرة.

## إحصاء عام
| السنة | عدد السكان | عدد الأسر | عدد الأجانب |
| ----- | ---------- | --------- | ----------- |
| 1994  | 6214       | 669       | °°°°        |
| 2004  | 6427       | 1043      | 0           |